# Анашкина, Юлия Игоревна
Юлия Игоревна Анашкина (род. 18 ноября 1980, Чусовой) — российская спортсменка, выпускница Чайковского института физической культуры. Член олимпийской сборной команды России по санному спорту с 1999 по 2007 год. на Олимпиаде в Турине, заняла 16-е место .Выступала за ВФСО «Динамо», ШВСМ и г. Чусовой Пермского края.
Завершила спортивную карьеру в 2007 году.
В сборной команде России с 1999 по 2007 год. Тренировалась под руководством своего первого тренера А. Л. Сементина.

## Достижения
- Чемпионка России в личном первенстве (2002, 2003),
- Серебряный призёр чемпионатов России в командной гонке (2003)
- Серебряный призёр в личном первенстве (2004).
- Участница Олимпийских игр (2006)
- Чемпионка России (2002, 2003, 2006)
- Серебряный призер чемпионатов России в личном первенстве (2007)